# Dirección Nacional de Cultura de Uruguay
La Dirección Nacional de Cultura de Uruguay es una dirección perteneciente al Ministerio de Educación y Cultura la cual es la encargada del desarrollo cultural en todo el país. Participando, promoviendo y planificando las políticas públicas nacionales en cultura.

## Creación
En el año 1967, el entonces Ministerio de Instrucción Pública y Previsión Social paso a denominarse como Ministerio de Cultura, aunque finalmente en 1970 recibió la denominación actual de Ministerio de Educación y Cultura, creándose la Dirección Nacional de Cultura.

## Cometidos
- Promover, coordinar, administrar y ejecutar los proyectos de desarrollo de la cultura a cargo del gobierno nacional.
- Asesorar al ministro de Educación y Cultura.
- Administrar los fondos que le sean asignados, de cualquier origen y procedencia, de acuerdo con las competencias establecidas en el Texto Ordenado de Contabilidad y Administración Financiera.
- Supervisar las actividades de: el Museo Nacional de Artes Visuales, el Museo de Artes Decorativas, el Espacio de Arte Contemporáneo, el Museo Figari y el Instituto Nacional de Artes Escénicas.
- Prestar el apoyo pertinente y coordinar las actividades de: el Fondo Nacional de Música, el Fondo Nacional de Teatro y el Consejo Nacional de Evaluación y Fomento de Proyectos Artístico-Culturales.
- En general, mantendrá los cometidos asignados precedente-mente a la Dirección de Cultura.
- Todo otro cometido que le asigne el Poder Ejecutivo.

## Instituciones
- Instituto Nacional de Artes Escénicas
- Instituto Nacional de Artes Visuales
- Instituto Nacional de Letras
- Instituto Nacional de Música

## Museos
- Museo Histórico Nacional
- Museo Nacional de Antropología
- Museo Nacional de Historia Natural
- Museo Nacional de Artes Visuales
- Museo Nacional de Artes Decorativas
- Espacio de Arte Contemporáneo
- Museo Gurvich
- Museo Pedro Figari
- Museo García Uriburu
- Museo Zorrilla
- Museo del Carnaval
- Museo Vivo del Títere
- Espacio Idea

## Autoridades
| Directores Nacionales de Cultura |             |                  |                   |
| Nombre                           | Periodo     | Partido          | Ministro          |
| Luis Mardones                    | 2005 - 2008 | Frente Amplio    | Jorge Brovetto    |
| Hugo Achugar                     | 2008 - 2010 | Frente Amplio    | Maria Simon       |
| Hugo Achugar                     | 2010 - 2015 | Frente Amplio    | Ricardo Erlich    |
| Sergio Mautone                   | 2015 - 2020 | Frente Amplio    | Maria Julia Muñoz |
| Mariana Weinstein                | en el cargo | Partido Nacional | Pablo da Silveira |